# Noel Sanvicente
Noel Sanvicente Bethelmy, né le 21 décembre 1964 à Ciudad Guayana au Venezuela, est un footballeur international vénézuélien, aujourd'hui reconverti en entraîneur.

## Biographie

### Équipe nationale
Noel Sanvicente est convoqué pour la première fois en sélection le 3 juillet 1989 lors d'un match de la Copa América 1989 contre la Colombie (défaite 4-2). 
Il dispute la Copa América 1989. Lors de la Copa América, il joue trois matchs.
Au total il compte 10 sélections en équipe du Venezuela entre 1989 et 1990.

## Palmarès

### Joueur
- Avec le CS Marítimo
  - Champion du Venezuela en 1987, 1988, 1990 et 1993

- Avec le Minervén FC
  - Champion du Venezuela en 1996

### Entraîneur
- Avec le Caracas FC
  - Champion du Venezuela en 2003, 2004, 2006, 2007 et 2009
  - Vainqueur de la Coupe du Venezuela en 2009

- Avec le Zamora FC
  - Champion du Venezuela en 2013 et 2014